# 1st Special Service Brigade (Royaume-Uni)
La 1st Special Service Brigade était une brigade commando de l'armée britannique. Formée durant la Seconde Guerre mondiale, elle comprenait des éléments de l'armée britannique ainsi que des Royal Marines.

## Historique
En 1940, des volontaires furent appelés pour servir comme soldats à partir de certaines formations encore en Grande-Bretagne et d'hommes de la division dissoute Independent Company (en) originellement augmentée de divisions de l'armée territoriale et qui avait été en service en Norvège. Plus tard, d'autres recrutés furent amenés de différents théâtres d'opération, ainsi que des ressortissants étrangers venus rejoindre les Alliés.
Un commando était composé d'une unité d'état-major, plus dix troupes de 50 hommes y compris trois officiers (changé en 1941 en six troupes de 65 hommes par commando y compris une troupe d'armes lourdes).
Chaque commando était totalement responsable de la sélection et de l'entraînement de ses propres officiers et hommes de troupe. Les troupes de ces commandos recevaient un complément salarial car ils devaient trouver eux-mêmes leur propre logement à n'importe quel moment en Grande-Bretagne. Ils entrainaient leur forme physique, leur aptitude à la survie, le sens de l'orientation, le combat au corps à corps, à tuer silencieusement, aux transmissions, à l'assaut de rochers et à utiliser des engins amphibies, des véhicules, des armes (y compris l'utilisation des petites armes capturées à l'ennemi) et à la destruction. Beaucoup d'officiers, d'instructeurs NCOs et d'entraînement assistaient à différents cours données par les forces du Special training centre à Lochailort (en) (Écosse). Ainsi dans le Highland, des Combined operations établirent un centre important regroupant toutes les forces du centre d'entraînement amphibie à Inveraray et en 1942 un centre d'entraînement commando spécifique à Achnacarry près de Spean Bridge. Tous les entraînements de ces camps se faisaient avec des munitions réelles.

## Commandants
- Brigadier Lord Lovat, DSO, MC (blessé le 12 juin 1944)
- Brigadier Derek Mills-Roberts (à partir du 12 juin 1944)

## Composition
- No. 3 Commando (en)
- No. 4 Commando
- No. 6 Commando (en)
- No. 10 Commando IA
- No. 45 (RM) (en) Commandos

## Débuts
Le bataillon No.4 Special Service fut formé à partir des Nos. 3 et 8 Independent Companies en novembre 1940 et vit sa première opération à Guernesey, l'Opération Ambassador. À la fin de février 1941, ils devenaient le No.3 Commando.
Le bataillon No.3 Special Service fut formé des Nos.4 and 7 Independent Companies fin octobre 1940. En février 1941, ils furent renommés No. 4 Commando.
Le No.6 Commando entra en action en Norvège en décembre 1941.
En mars 1941, les No.3 Commando et No.4 Commando furent impliqués dans le raid sur les Iles Lofoten en Norvège.
Le No. 10 Commando a été créé le 26 juin 1942 et rattaché au 1 SSB à la suite de la décision du 16/04/42 du COHQ, afin de faciliter l'emploi de commandos étrangers dans les opérations combinées sans devoir consulter les gouvernements respectifs.

### Opération Claymore

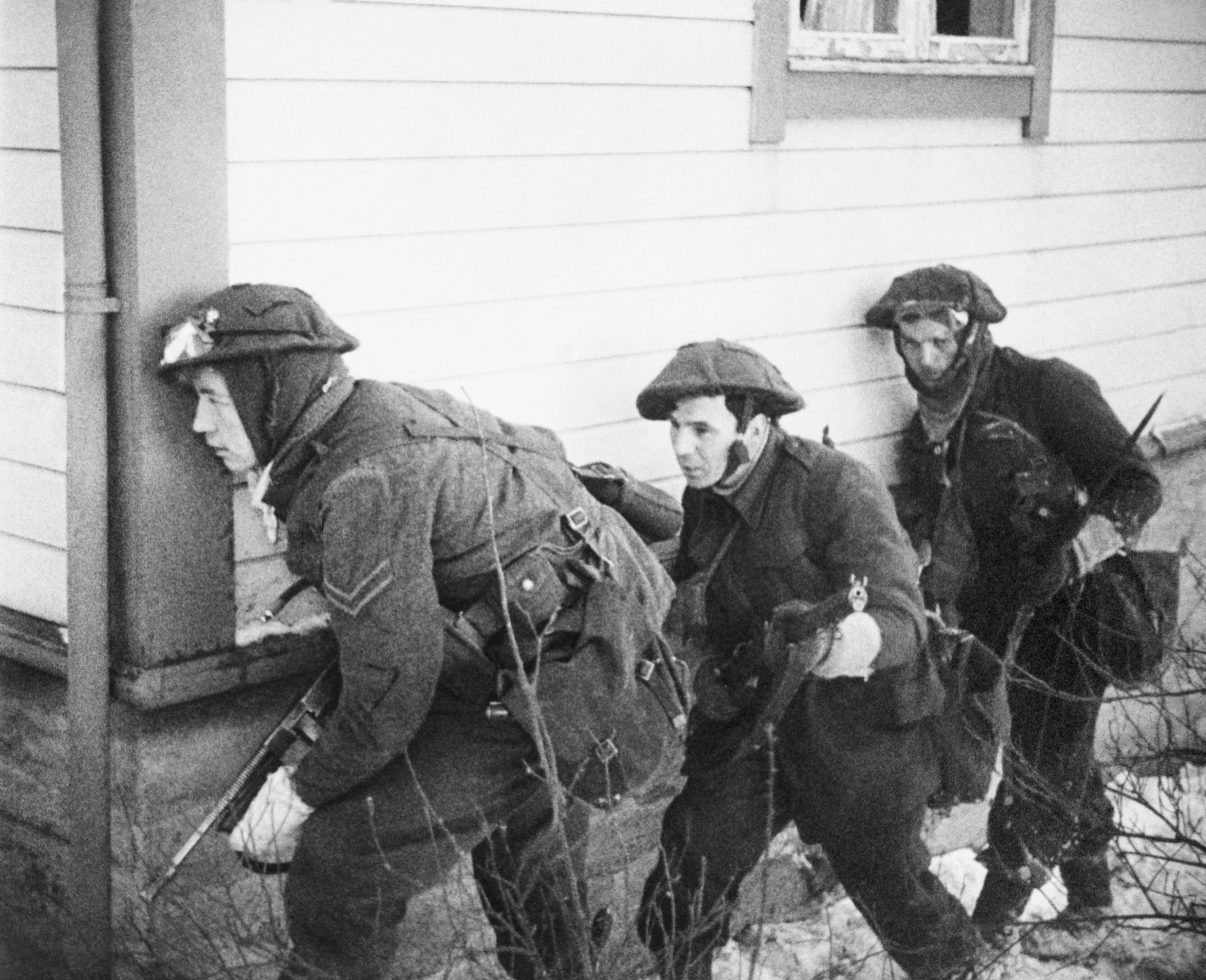
Commandos en action en Norvège, 27 décembre 1941. (Opération Archery).

Un soldat blessé est aidé pour être embarqué sur une Landing Craft Assault (LCA). (Opération Archery).

L’opération Claymore est un raid sur les îles Lofoten, le 4 mars 1941, mené par le No. 3 Commando et le No. 4 Commando, 52 Norvégiens de la Norwegian Independent Company 1 (en) et des équipes de démolition venues du 55th Field Squadron des Royal Engineers. Cette force fit un débarquement sans opposition et, en général, continua à n'en rencontrer aucune autre. Ils atteignirent leur objectif de destruction des usines d'huile de poisson et quelque 3 600 tonnes d'huile et de glycérine (une partie de cette huile étant destinée à l'usage des armes).
Avec cette bataille navale et ces destructions, un total de 18 000 tonnes fut coulé. Peut-être le butin le plus significatif de ce raid fut cependant la capture d'un appareil pour les roues du rotor d'une machine Enigma et ses livres de code venus de la Krebs allemande. Ces codes de la marine de guerre allemande que Bletchley Park n'arrivait pas à lire, fournissant les renseignements nécessaires pour permettre aux convois alliés d'éviter les concentrations de U-Boats.
Les Britanniques eurent un seul blessé, par accident, et revinrent avec 228 prisonniers allemands, 314 volontaires norvégiens légalistes et une quantité de collaborateurs Quisling.

### Opération Archery
L'objectif de ce raid de décembre 1941 par les No. 2 Commando (en), No.3 Commando, No.4 Commando et No.6 Commando, avec une petite équipe de Norvégiens, était de détruire des installations allemandes à Vågsøy, aidés par la RAF qui devait fournir une couverture aérienne et attaquer le terrain d'aviation de Herdla près de Bergen. La partie marine de cette force consistait en un croiseur, quatre destroyers et deux péniches de débarquement, les bateaux de guerre ouvrirent les opérations avec un bombardement du rivage de l'île de Maloy.
Les commandos étaient divisés en cinq groupes, le premier débarqua à l'ouest du sud de Vagsoy pour sécuriser la zone puis se rapprocher de la ville. Le second débarqua au nord de la ville pour empêcher que des renforts allemands arrivent. Le troisième débarqua sur Maloy pour se confronter aux canons et à la garnison installée là, bien que la marine de guerre avait fait du bon travail et que les canons étaient réduits au silence. Le quatrième débarqua dans la ville elle-même qui se révéla être le principal centre de la résistance. Le dernier groupe resta à l'intérieur des bateaux pour agir comme flotte de réserve.

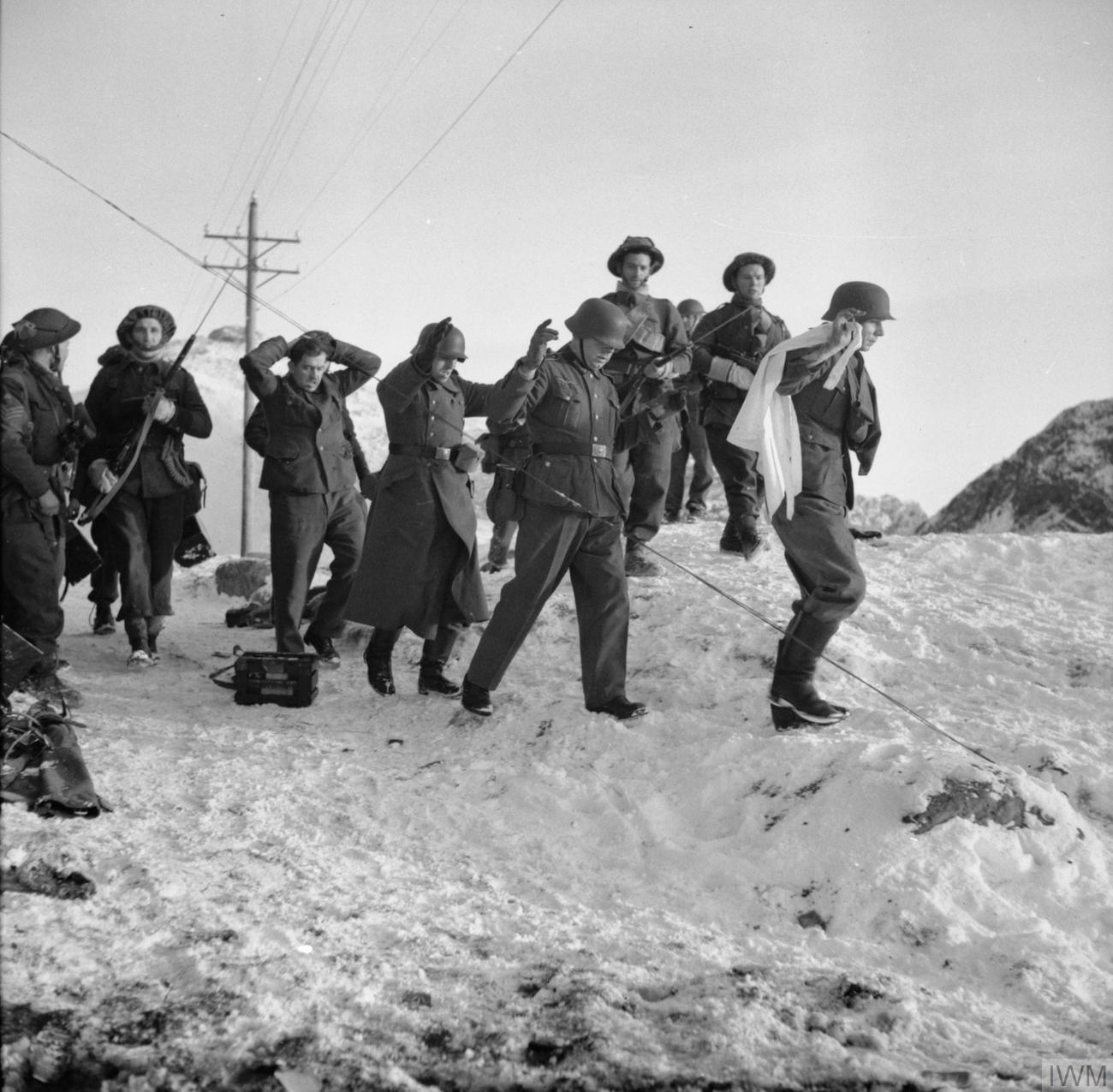
Opération Archery, des soldats allemands sont capturés en Norvège.

La garnison des Allemands dans la ville était plus importante que prévu et des renforts durent être requis, venant du groupe de l'ouest, de la flotte de réserve et d'éléments du groupe de Maloy. Des combats, maison par maison, s'ensuivirent mais à 13 heures 45 environ c'était fini et la force rembarqua bientôt peu après. Laissant derrière eux 15 000 tonnes détruites, des entrepôts, des chantiers navals, des installations de production d'huile de poisson et toutes les installations allemandes détruites. 98 Allemands furent faits prisonniers ainsi que 4 ‘Quislings’, 77 Norvégiens aussi décidés à retourner avec eux en Grande-Bretagne.
La garnison des Allemands eut environ 150 tués, les Britanniques perdirent 19 hommes et eurent 57 blessés et la force norvégienne perdit 1 homme et eut 2 blessés.
Les effets postérieurs de ce raid ne mirent pas longtemps à avoir des conséquences, les Allemands pratiquèrent des représailles contre la population norvégienne, ce qui inspira des protestations du roi de Norvège Haakon VII et du gouvernement en exil. Les troupes allemandes se renforcèrent ainsi et durcirent leurs défenses, ce qui mobilisait des troupes qui auraient pu être utilisées ailleurs.

## Dieppe
Le raid de Dieppe, connu aussi sous le nom de la Bataille de Dieppe ou opération Jubilee, est une attaque sur le port de Dieppe (Seine-Maritime) occupé par les Allemands sur la côte nord de la France le 19 août 1942. Plus de 6 000 fantassins, majoritairement des Canadiens, furent soutenus par de gros contingents de la Royal Navy britannique et des forces aériennes alliées. L'objectif était de s'emparer d'un port important et de le tenir pendant une courte période, à la fois pour prouver que c'était possible et de récupérer des renseignements des prisonniers allemands et du matériel capturé tout en évaluant la réponse allemande. Le raid était aussi destiné à utiliser les forces aériennes pour attirer la Luftwaffe dans un grand affrontement planifié.
Environ 252 navires quittèrent différents ports dans la nuit du 18 août 1942 et comme ils approchaient de la côte française tôt le matin du 19 août 1942, les choses commencèrent à tourner mal.
15 Fusiliers Marins Commandos français participèrent à cette opération, répartis sur chaque fuseau avec le No.3 Commando, No.4 Commando et le 40 RM Commandos.

### Flanc droit, Yellow Beaches: No. 3 Commando
La mission du lieutenant-colonel John Durnford-Slater (en) du No.3 Commando était de neutraliser une batterie allemande sur la côte (nom de code : GOEBBELS), près de Berneval, qui pouvait avoir une influence sur le débarquement à Dieppe quelque six kilomètres à l'ouest. Les trois canons de 170 mm et les quatre canons de 105 mm de cette 2/770 Batterie devaient être mis hors d'action pendant le temps que la force principale s'approchait de la plage la plus importante.
Le bateau emmenant le No.5 Group du No.3 Commando, s'approchant de la côte vers l'est, ne fut pas averti de l'approche d'un convoi côtier allemand qui avait été localisé par des stations de radar britanniques « Chain Home » à 21 heures 30. Des S-boats allemands escortant un tanker allemand torpillèrent quelques-uns de ces engins de débarquement et mirent hors de combat le Steam gun boat (en) 5 les escortant. Ultérieurement, un Motor Launch 346 et un Landing Craft Flak 1 s'unirent pour écarter les bateaux allemands mais le Groupe fut dispersé, avec quelques pertes, et les défenses ennemies sur la côte furent alertées. Seule une poignée de commandos sous l'ordre du commandant en second, le major Peter Young, débarqua et escalada les falaises entremêlées de fils de fer barbelés. Finalement, 18 commandos atteignirent le périmètre de la Batterie GOEBBELS via Berneval et engagèrent le combat contre leurs cibles avec de petites armes à feu. Incapables de détruire les canons, leur tireurs d'élite contre les canonniers empêchèrent toutefois les canons de tirer avec efficacité lors de l'assaut principal. Ainsi, juste une poignée de soldats britanniques déterminés neutralisa la plus dangereuse des batteries allemandes de la côte dans la zone de ce raid pendant la période la plus critique de l'opération.
4 fusiliers marins commandos français (Troop 1 du No.10 Commando IA) participèrent à ce combat. L'un d'entre eux fut tué (Moutalier), un second fût capturé mais réussi à s'évader pour rejoindre son unité 10 mois plus tard (César).

Le lieutenant-colonel Lord Lovat, officier commandant du No.4 Commando, à Newhaven au retour du raid sur Dieppe.

### Flanc gauche, Orange Beaches: No.4 Commando
Le No.4 Commando arriva en force et détruisit ses objectifs, fournissant le seul succès de l'opération. La plupart des hommes du No.4 Commando, sains et saufs, retournèrent en Angleterre. Cette partie du raid fut considérée comme un modèle pour les futurs raids des commandos. Lord Lovat devint célèbre comme officier à cette occasion (Orange Beach). On lui décerna la Distinguished Service Order pour son action et le capitaine Patrick Porteous (en) attaché au No.4 Commando, reçut la Victoria Cross pour sa bravoure.
5 Fusiliers Marins Commandos français de la Troop 1 du No.10 Commando participèrent à ce combat.

### Le capitaine Patrick Anthony Porteous, VC
Le 19 août 1942 à Dieppe (France), le capitaine Porteous (en) était l'officier de liaison entre deux détachements dont la tache était d'attaquer les armes lourdes de défense côtière. Durant l'assaut initial, le capitaine Porteous, avec le plus petit détachement eut la main transpercée, néanmoins il ne désarma pas et tua son assaillant, de ce fait il sauva la vie d'un sergent britannique. Dans l'intervalle, les deux officiers de l'autre détachement avaient été tués et le sergent major sérieusement blessé, aussi le capitaine Porteous, en face de tirs diminuant, se rua à travers la zone dégagée pour prendre le commandement et dirigea les hommes dans une charge réussie contre l'ennemi, quand il fut sévèrement blessé pour la seconde fois. Il continua jusqu'à l'objectif final toutefois, mais finalement s'écroula après le dernier canon qui avait été détruit.

## D DAY, Sword Beach

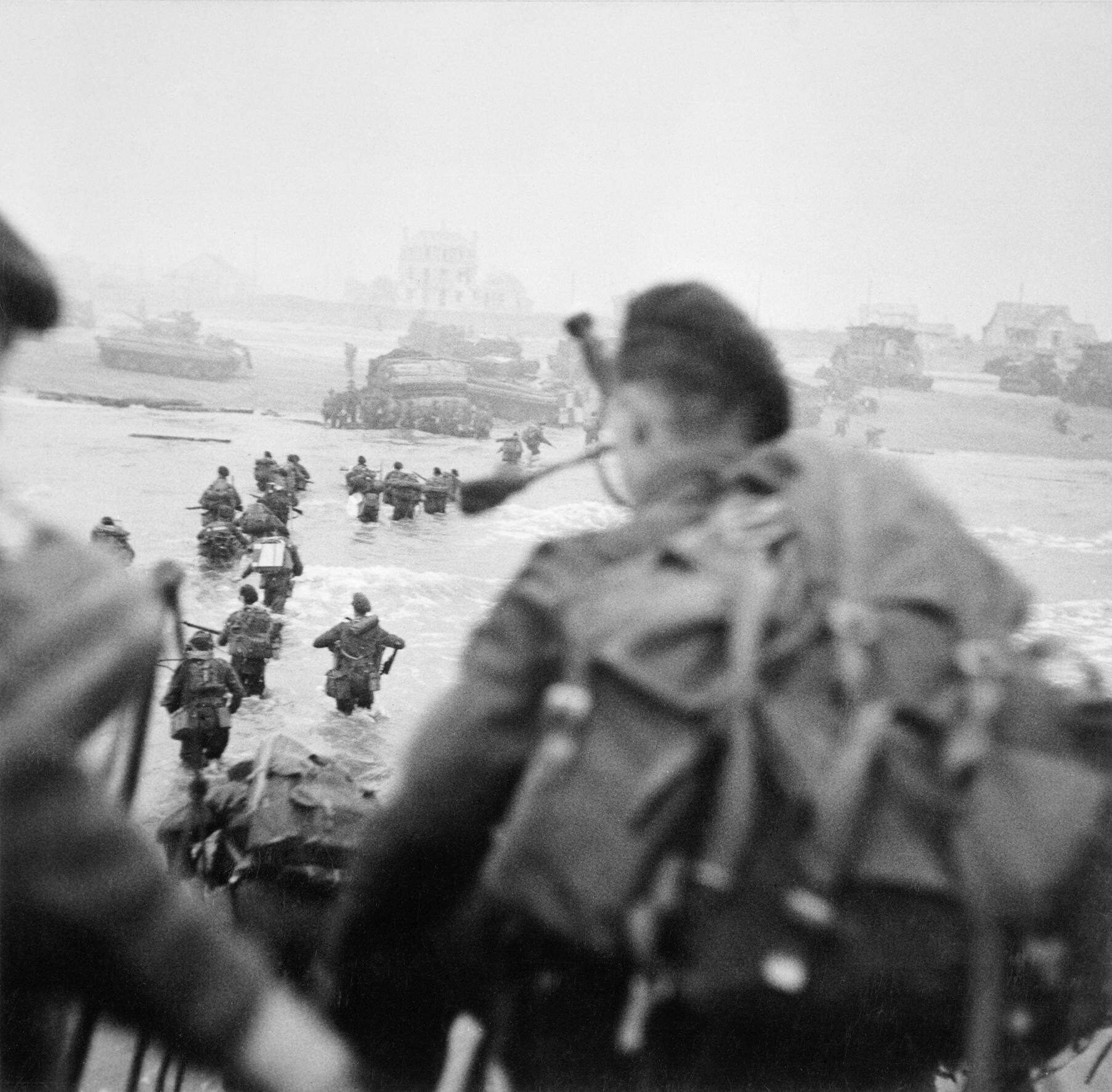
Sword Beach. Lord Lovat, à droite de la colonne traversant à gué. De dos, au premier plan, le sonneur Bill Millin.

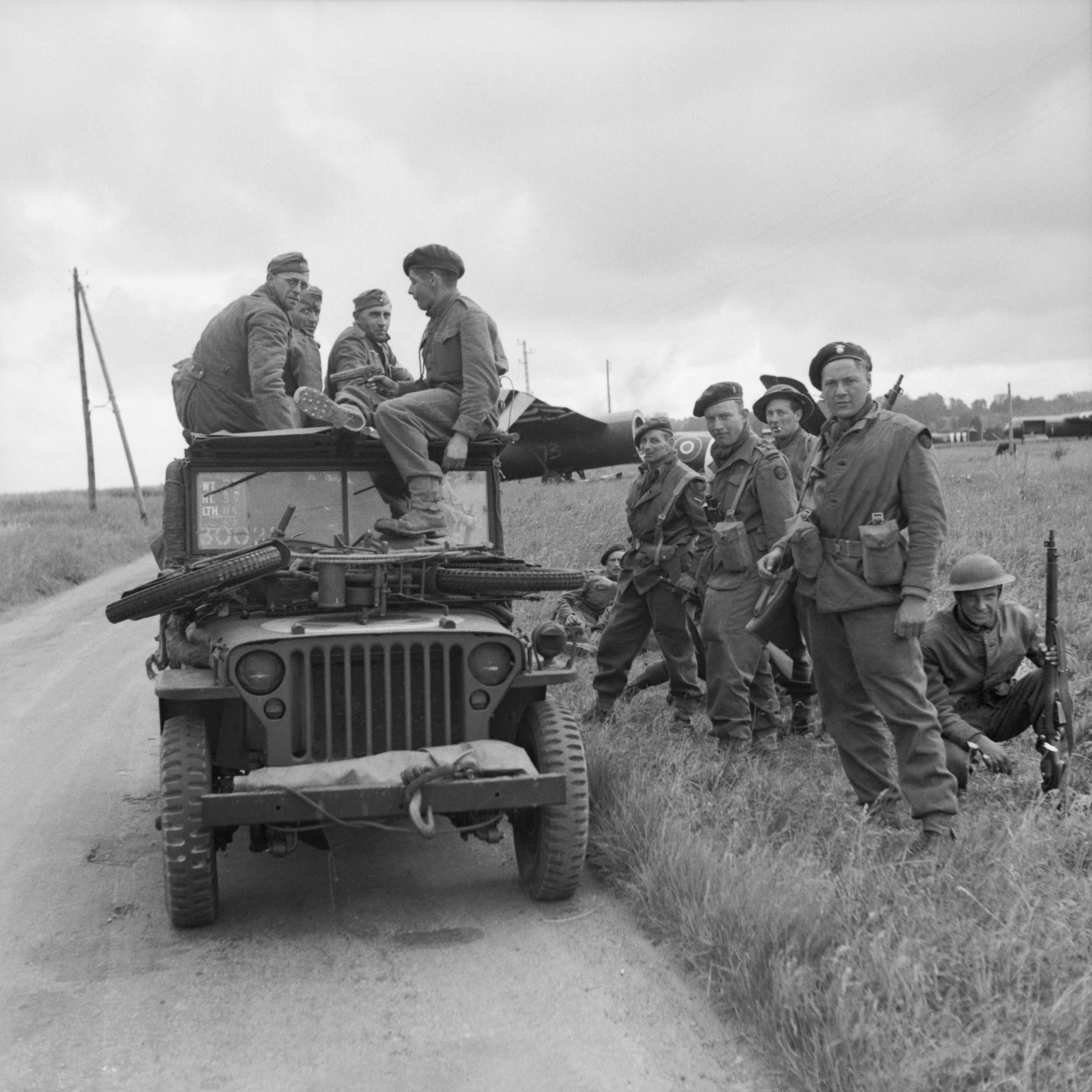
Commandos de la 1st Special Service Brigade sur le toit de leur jeep avec des soldats allemands capturés près des terrains d'atterrissage de planeurs à Ranville, le 7 juin 1944.

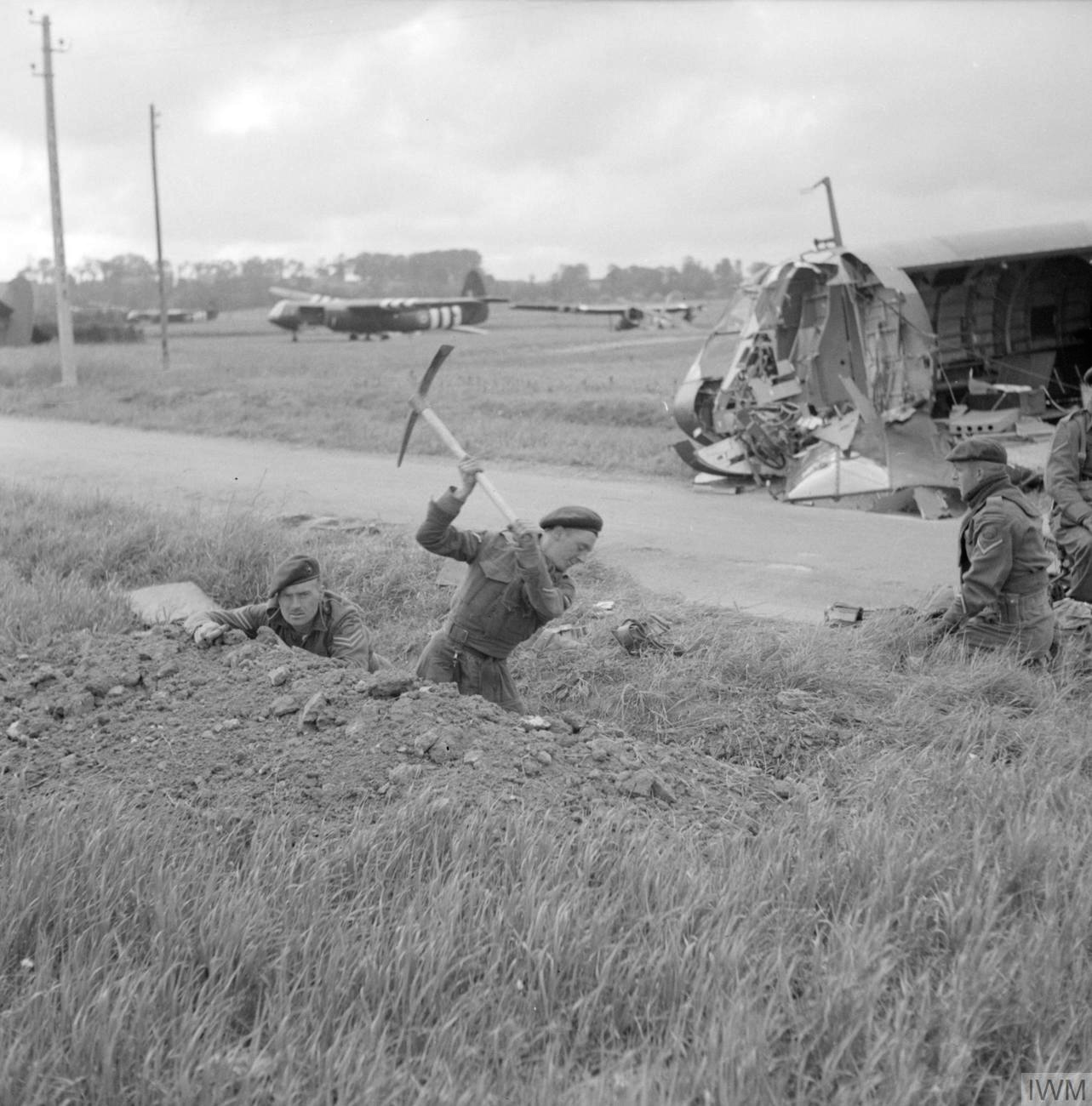
Commandos de la 1st Special Service Brigade creusant à proximité des planeurs Horsa près de la garnison de la zone est de la 6th Airborne dans l'Orne, le 7 juin 1944.

Le plan prévu était pour la 1st Special Service Brigade, comprenant le No.3, le No.4, le No.6 et le No.45 (RM) (en) Commandos de débarquer à Ouistreham dans le secteur Queen Red. Le No.4 Commando fut augmenté du 1 et du 8 Troop (tous les deux français) du No.10 (Inter-Alliés) Commando.
Le No.10 (Inter-Alliés) Commando fut formé en janvier 1942 et comprenait les No.1 et le No.8 Troops (français), le No.4 Troop (belge), le Troop néerlandais, le Troop norvégien, le Troop polonais, le X Troop (allemand et autrichien, hongrois et grec), le Troop yougoslave, qui étaient souvent détachés d'autres théâtres d'opération. En août 1942, ils furent impliqués dans les raids sur Dieppe. En juin 1944, ils prirent part au débarquement de Normandie et combattirent à travers toute l'Europe occidentale du nord.
L'assaut sur la Sword Beach débuta à environ 3 heures du matin avec un bombardement aérien des défenses de la côte et des sites d'artillerie allemands. Le bombardement naval commença quelques heures plus tard. À 7 heures 30, les premières unités atteignirent la plage. C'étaient les DD tanks des 13th/18th Hussars suivis de près par l'infanterie de la 8th Infantry Brigade (en).
La 1st Special Service Brigade, sous le commandement du brigadier et Lord Lovat DSO, MC, arriva sur la plage dans la seconde vague menée par le No.4 Commando avec les deux Troops françaises d'abord, comme convenu entre eux. Le débarquement de la 1st Special Service Brigade est célèbre pour avoir été accompagné par le sonneur (joueur de cornemuse) Bill Millin. Les Britanniques et les Français du No.4 Commando avaient des cibles séparées dans Ouistreham, les Français un blockhaus et le casino, et les Britanniques deux batteries qui contrôlaient la plage. Le blockhaus s'avéra trop solide pour les armes des commandos PIAT (Projector Infantry Anti Tank), mais le casino fut pris avec l'aide d'un tank Centaur. Les commandos britanniques atteignirent ensemble les batteries prévues pour ne trouver que des affuts vides et les canons enlevés. Laissant la procédure de nettoyage à l'infanterie, les commandos se replièrent de Ouistreham pour rejoindre les autres unités de leur brigade (Nos.3, 6 and 45), se déplaçant à l'intérieur des terres pour faire la jonction avec la 6th Airborne Division.
Lord Lovat fut réputé pour avoir pataugé sur la plage revêtu d'une tricot de marin blanc sous son battledress avec « Lovat » inscrit dans le col, tout en étant armé d'une vieille Winchester. Lord Lovat ordonna à son sonneur personnel, Bill Millin, de jouer de son instrument pendant que les commandos étaient sur la plage, défiant les ordres formels qui interdisaient une telle action lors d'un combat.
Les troupes de Lovat se pressèrent, Lovat lui-même avançant avec une partie de sa brigade de Sword Beach vers Pegasus Bridge qui avait été défendu avec provocation par les hommes de la 6th Airborne Division qui avaient débarqué aux heures matinales. Les commandos de Lord Lovat arrivèrent presque exactement à l'heure, environ deux minutes plus tard que prévu sur le plan et pour lesquelles Lord Lovat s'excusa envers le lieutenant-colonel Richard Pine-Coffin (en) du 7th Parachute Battalion. Les commandos traversèrent en courant le Pegasus Bridge. En dépit de cette traversée rapide en petits groupes, des tirs de tireurs embusqués (snipers en anglais) entraînèrent la mort de douze hommes, la plupart touchés à la tête à travers leurs bérets (les hommes traversant le pont enlevaient leur casque). Ils continuèrent à établir des positions défensives autour de Ranville, à l'est de l'Orne. Les ponts à leur tour furent défendus, plus tard dans la journée, par des éléments de la 3rd Infantry Division britannique.
Durant une attaque sur le village de Bréville (Calvados) le 12 juin 1944, Lord Lovat fut sérieusement blessé pendant qu'il observait un bombardement d'artillerie de la 51st Infantry Division britannique (Highland). Un obus perdu tomba près de sa cible et atterrit parmi les officiers, tuant le lieutenant-colonel A. P. Johnston (en), officier commandant le 12th Parachute Battalion et blessant sérieusement le brigadier Hugh Kindersley (2d Baron Kindersley) de la 6th Airlanding Brigade.
Le 19 août 1944, dans le cadre de l'opération Paddle, on ordonna à la brigade de s'emparer et de tenir les hauteurs de la Dives à l'aube du jour suivant. Il s'agissait de soutenir l'avancée vers Dozulé de la 6th Airborne Division. À la tête du commando no 4, le brigadier Derek Mills-Roberts, adjoint et successeur de Lord Lovat à la tête de la brigade, montrait le chemin, suivi des commandos no 3, 45 et 6. La brigade s'infiltre à travers les lignes allemandes et atteint l'objectif avant que les Allemands ne le comprennent. Il y eut quatre contre-attaques du début à la fin de la journée mais la brigade tient fermement.
La 1st Special Service Brigade retourna en Angleterre les 8 et 9 septembre 1944 arrivant à Southampton et Gosport. Durant cette période, de nouveaux volontaires furent recrutés et entraînés.
Le No.4 Commando fut plus tard envoyé à nouveau vers le Continent pour prendre la succession du No.46 (RM) Commando complètement décimé qui était descendu à un effectif de 200 hommes seulement.
En décembre 1944, toutes les Special Service Brigades furent renommées Commando Brigades, mais avec le même numéro de Brigade, ainsi la 1st Special Service Brigade était maintenant la 1st Commando Brigade.
Au même moment, il y eut des projets pour envoyer la 1st Commando Brigade vers l'Extrême-Orient à la Nouvelle Année, mais à cause de la contre-offensive allemande dans les Ardennes pendant la Nouvelle Année et en janvier ils retournèrent sur le territoire européen.

## Bataille des Ardennes
Pendant la bataille des Ardennes, la tâche donnée à la brigade est de tenir la position sur la Meuse, c'est durant cette période d'opérations que le 1re classe H. Harden, une ordonnance du service santé du RAMC, avec le 45 RM Commando, gagna la Victoria Cross.

### Le Première Classe Henry Eric Harden, VC
Le première classe Henry Eric Harden (VC) du 45 (RM) Commando à Brachterbreek (Pays-Bas), le 23 janvier 1945. Montrant un dévouement sans faille à son devoir d'ordonnance du service santé pour la section avancée de la troupe à laquelle il était affecté, il réussit à ramener un camarade blessé qui était allongé en terrain découvert. Bien que la zone était sujette à de lourds et constants mitraillages, Harden sortit une seconde fois avec des brancardiers pour sauver un autre marine blessé. Au retour de ce parcours, l'homme blessé fut à nouveau touché et mourut. Intrépide, le première classe Harden sortit une troisième fois pour un autre camarade blessé et calmement soigna ses blessures tandis que les tirs continuaient. Toutefois, lors de ce troisième retour Henry Harden lui-même fut touché et mourut. Henry Eric Harden est enterré au cimetière militaire de Nederweert aux Pays-Bas.

## La traversée du Rhin

La traversée du Rhin.

Ultérieurement, l'opération suivante à grande échelle de la brigade fut la traversée du Rhin à Wesel. Des entraînements planifiés intensifs et détaillés furent la clé de succès remarquables de cette opération commando du 23 mars, qui causèrent moins de 100 blessés.

### Opération Plunder
L'opération Plunder commença à 18 heures le 23 mars 1945 avec un tir de barrage des 5 500 canons le long des 35 km de front et du bombardement aérien de la ville de Wesel. La 51st Infantry Division britannique (Highland) coordonnait la traversée du fleuve à partir de 23 heures, avec les Canadiens traversant plus tard à 6,5 km au sud de Rees, puis la 1st Commando Brigade, à 1,5 km au nord de Wesel. Les embarcations d'assaut - des véhicules amphibies Buffalo et les DUKWs transportant l'infanterie, les LCM transporteurs de blindés et de chars Sherman D.D. - furent guidés à travers le fleuve par des lumières de recherche CDL et des balles traçantes tirées par les mitrailleuses. Le Général Patton avait auparavant placé la 5th Infantry Division US en travers du pont de chemin de fer de Ludendorff à Remagen - un jour plus tôt que prévu - empêchant ainsi l'arrivée de renforts allemands et réduisant l'opposition aux principaux débarquements.

### La traversée de la Weser
L'obstacle suivant devant être résolu par la Brigade fut le fleuve Weser, où devait être renforcé et exploité une tête de pont déjà installée. Cette opération fut suivie par la traversée de l'Aller, qui se traduisit par de lourds combats dans les forêts au-delà de ce fleuve. Une situation sérieuse détournée par une vive attaque déjouée par le No.6 Commando.

« Les cors de chasse sonnaient et mené par le Lieutenant-Colonel A. C. Lewis, le commando s'engagea en avant à travers les arbres et au pas de gymnastique rapide, baïonnettes fixées au canon. »

Le 19 avril 1945, la 1st Commando Brigade, avait atteint Lunenburg et se préparait pour son opération finale, la traversée du fleuve Elbe et sa progression en direction de Neustadt, atteint le 3 mai 1945 par le No.6 Commando qui découvrit les morts et les survivants du Cap Arcona, puis le 4 mai 1945, le brigadier Mills-Roberts accepta la reddition du Generalfeldmarschall Milch avec toutes les troupes sous son commandement.

### Dissolution
Le 25 octobre 1945, le chapitre final des commandos britanniques de la Seconde Guerre mondiale fut écrit avec l'annonce par le major général Robert Laycock, qui avait été un des premiers volontaires pour ces commandos en 1940 et avait été promu pour succéder à Lord Louis Mountbatten comme Chief of Combined Operations, que ces commandos devaient être dissous.
En 1946, tous les commandos de l'Armée britannique furent définitivement dissous et leur rôle fut repris par les Royal Marines.